# 1109
1109 (MCIX) fue un año común comenzado en viernes del calendario juliano.

## Nacimientos
- Seis Casa, sucesor de Ocho Venado en Tilantongo
- 25 de julio - Alfonso I de Portugal.

## Fallecimientos
- 1 de julio - Alfonso VI de León,  rey de León
- Guillermo Jordàn, conde de Cerdaña y de Berga.